# Datsakorn Thonglao
Datsakorn Thonglao (en tailandés: ดัสกร ทองเหลา, rtgs: Datsakon Thonglao, Provincia de Nongbua Lamphu, Tailandia; 30 de diciembre de 1983) es un futbolista tailandés que juega en la posición de centrocampista y que actualmente milita en el Kanchanaburi City FC de la Liga 3 de Tailandia.

## Carrera

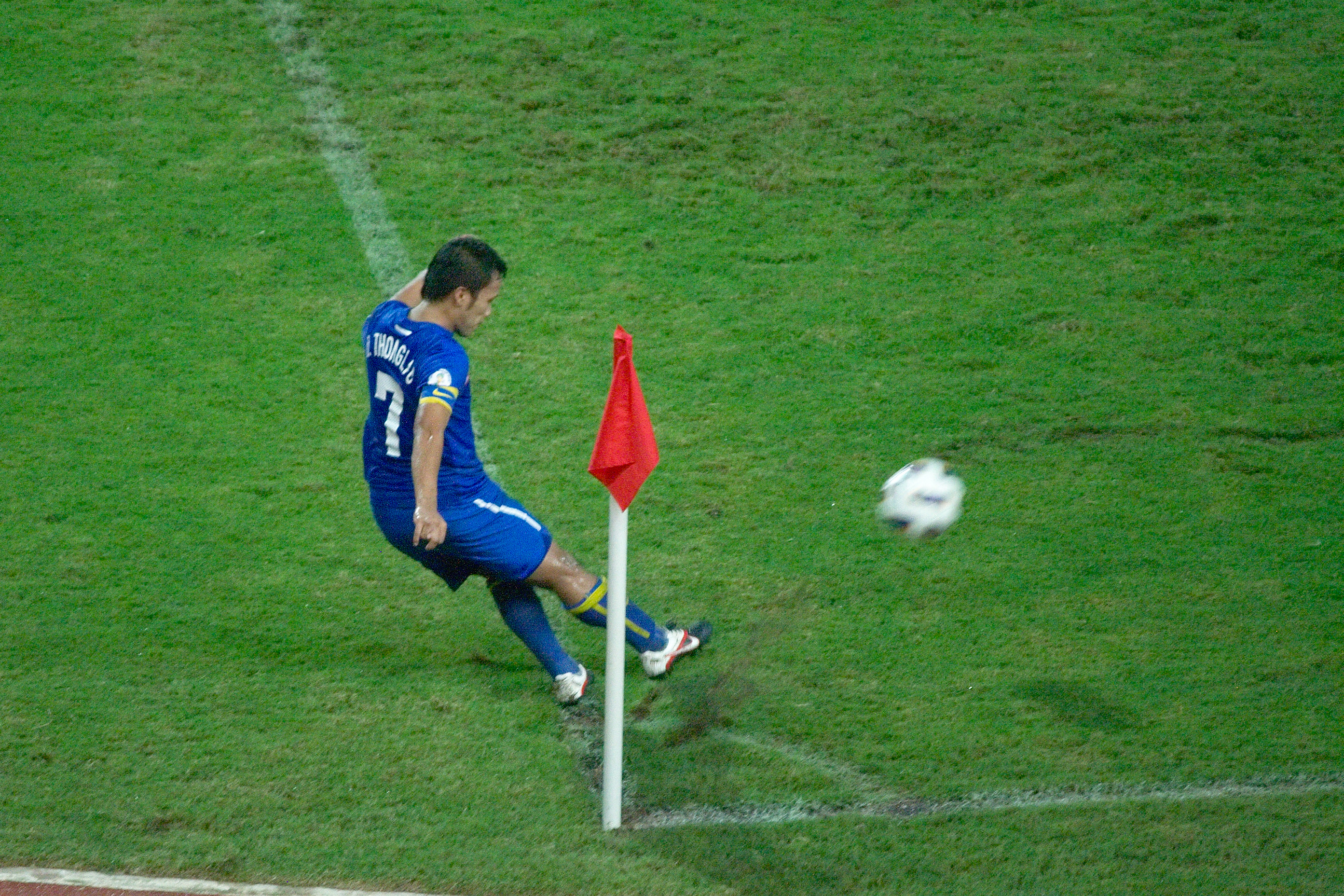
Datsakorn cobrando un tiro de esquina ante en 2011.

### Club
| Periodo   | Club                               | Apariciones | Goles |
| --------- | ---------------------------------- | ----------- | ----- |
| 1999      | Rajpracha FC                       | 23          | 8     |
| 2000–2006 | BEC Tero Sasana                    | 77          | 18    |
| 2001–2002 | → 1. FC Kaiserslautern II (cedido) | 7           | 0     |
| 2007–2009 | Hoàng Anh Gia Lai                  | 28          | 12    |
| 2010–2018 | Muangthong United                  | 172         | 22    |
| 2017      | → BEC Tero Sasana (cedido)         | 23          | 1     |
| 2018      | → Udon Thani FC (cedido)           | 21          | 1     |
| 2019      | Simork FC                          | 3           | 0     |
| 2019      | Chonburi FC                        | 5           | 0     |
| 2020–2021 | Ayutthaya United                   | 32          | 4     |
| 2021–2022 | Uthai Thani FC                     | 20          | 0     |
| 2022–     | Kanchanaburi City FC               | 22          | 0     |

### Selección nacional
Jugó para Tailandia en 100 ocasiones de 2001 a 2017 y anotó 11 goles; participó en dos ediciones de la Copa Asiática y en tres ediciones de los Juegos Asiáticos.

## Logros

### Club
- Thai Premier League (4): 2001-02, 2010, 2012, 2016
- Copa Kor Royal (2): 2000, 2010
- Copa de la Liga de Tailandia (1): 2016
- Liga 3 de Tailandia (1): 2021-22

### Selección nacional
- Juegos del Sudeste Asiático (3): 2001, 2003, 2005
- T&T Cup (1): 2008

### Distinciones
- Orden del Direkgunabhorn de la quinta clase en 2005.

## Estadísticas

### Goles con selección nacional
| 1.      | 10-11-2003 | Taskent, Uzbekistán  | Hong Kong       | 1-2 | Clasificación para la Copa Asiática 2004             |
| 2.      | 17-11-2003 | Bangkok, Tailandia   | Hong Kong       | 4-0 | Clasificación para la Copa Asiática 2004             |
| 3.      | 16-2-2004  | Bangkok, Tailandia   | Corea del Norte | 2-2 | king's Cup 2003                                      |
| 4.      | 24-1-2007  | Hanoi, Vietnam       | Vietnam         | 2-0 | Campeonato de Fútbol de la ASEAN 2007                |
| 5.      | 8-10-2007  | Bangkok, Tailandia   | Macao           | 6-1 | Clasificación para la Copa Mundial de Fútbol de 2010 |
| 6.      | 15-10-2007 | Macao                | Macao           | 7-1 | Clasificación para la Copa Mundial de Fútbol de 2010 |
| 7.      | 7-6-2008   | Riffa, Baréin        | Baréin          | 1-1 | Clasificación para la Copa Mundial de Fútbol de 2010 |
| 8.      | 28-7-2011  | West Bank, Palestina | Palestina       | 1-1 | Clasificación para la Copa Mundial de Fútbol de 2014 |
| 9.      | 28-7-2011  | West Bank, Palestina | Palestina       | 1-1 | Clasificación para la Copa Mundial de Fútbol de 2014 |
| 10.     | 24-2-2012  | Chiangmai, Tailandia | Maldivas        | 3-0 | Amistoso                                             |
| 11.     | 26-1-2013  | Chiangmai, Tailandia | Corea del Norte | 2-2 | 2013 King's Cup                                      |
| Fuente: |            |                      |                 |     |                                                      |